# Parka (Band)
Parka ist eine deutsche Indie-Rock-Band. Sie besteht aus Martin „Fly“ Fliegenschmidt (Gitarre, Gesang), Gianni Dedola (Bass) und Raphael Sbrzesny (Schlagzeug). Die Gruppe spielt seit Ende 2006 in dieser Besetzung. Ihr erster Liveauftritt in dieser Formation war Anfang 2007. 

## Geschichte
Die ursprünglich drei Musiker aus Köln, Neuss und Dunningen lernten sich im Spätsommer 2006 bei einem Kontaktstudiengang der Musikhochschule Hamburg kennen und fanden sich dort zur Band „Parka“ zusammen.
Bereits im Jahre 2007, kurz nach der Gründung, gewannen Parka den Deutschen Rock- und Pop-Preis, den Nachwuchswettbewerb des Deutschen Rock & Pop Musikerverbandes (DRMV). In der Folgezeit nahmen sie ihre erste EP „Dein Leben beginnt“ in Eigenregie bei Tinseltown Music in Köln auf und spielten über 150 Liveauftritte, bis sie 2009 ihre zweite EP „Granaten aus Licht“ veröffentlichten. Parka spielten Konzerte unter anderem mit Silbermond, Revolverheld und Die Happy.
Im Jahre 2011 waren Parka als Support für Die Happy auf Tour in ganz Deutschland und veröffentlichten im Herbst die erste Single zum Album „Oben“ als EP mit zwei weiteren Titeln sowie dem Musikvideo zu „Oben“. Der Videoclip hatte am 7. Oktober 2011 auf MyVideo Premiere. Am 20. Januar 2012 folgte mit „Eins“ die zweite Singleveröffentlichung. Der Videoclip erreichte in einer Woche bereits über 70.000 Zuschauer auf MyVideo und wurde daraufhin auch vom Fernsehsender ProSieben auf seiner Webseite eingebunden.
Das in Eigenregie aufgenommene und produzierte Debütalbum Raus erschien am 24. Februar 2012, die Singleauskopplung Wieder Ich am 1. Juni. Darüber hinaus veröffentlichte die Band am 28. September 2012 die Live-DVD Belagerung der Stadt Rottweil, die bei einem Konzert in einem historischen Brauereisaal in Rottweil aufgenommen wurde.
Am 24. Oktober 2014 erschien das zweite Studioalbum der Band Wir sind auch das was wir verlieren, die Single 2 Nächte Sommer, erschien am 10. Oktober 2014 als Download.
Am 21. August 2018 gaben Parka über soziale Netzwerke bekannt, dass Bassist Gianni Dedola die Band verlassen wird, die verbleibenden beiden Musiker das Projekt jedoch unter demselben Namen weiterführen werden. Im Januar 2020 erschien das neue Album Von Wegen im eigens gegründeten Label Übermorgenrecords, zu dem bereits seit dem Sommer 2019 Singles veröffentlicht wurden. Ebenso wurde angekündigt, dass Parka im März 2020 als Support für Max Giesinger auf Tour gehen wird, was jedoch aufgrund der COVID-19-Pandemie in Deutschland nicht stattfand.

## Musik
Der Sänger und Gitarrist der Band, Martin „Fly“ Fliegenschmidt, komponiert und textet alle Titel der Band. Parka spielen bislang nur deutschsprachige Titel, was sie damit begründen, dass man in seiner Muttersprache viel mehr auch zwischen den Zeilen sagen könne und es wichtiger ist, dass die Menschen die Texte verstehen, als nur möglichst viele Menschen zu erreichen. Die Band gehört nach eigener Aussage „einer Generation an, die sich politisch und gesellschaftlich positionieren will, aber ohne die klassischen Feindbilder“. In den Texten greift die Band häufig sozialkritische Themen auf.

## Diskografie
- 2007: Dein Leben beginnt (EP, Eigenvertrieb)
- 2009: Granaten aus Licht (EP, Tinseltown Records)
- 2011: Oben (Single/EP, Bullet Records)
- 2012: Raus (Album, Bullet Records)
- 2012: Wieder Ich (Single, Bullet Records)
- 2012: Belagerung der Stadt Rottweil (Live-DVD)
- 2014: Auf die guten Zeiten (EP, Bullet Records)
- 2014: Wir sind auch das was wir verlieren (Album, Bullet Records)
- 2019: Mehr Konfetti (Single)
- 2019: Wo ist die Zeit geblieben (Single)
- 2020: Von Wegen (Album, Übermorgenrecords)